# Lycidas (geslacht)
Lycidas is een geslacht van spinnen uit de familie springspinnen (Salticidae).

## Soorten
De volgende soorten zijn bij het geslacht ingedeeld:
- Lycidas anomaliformis Żabka, 1987
- Lycidas anomalus Karsch, 1878
- Lycidas bitaeniatus (Keyserling, 1882)
- Lycidas chlorophthalmus (Simon, 1909)
- Lycidas chrysomelas (Simon, 1909)
- Lycidas dialeucus (L. Koch, 1881)
- Lycidas furvus Song & Chai, 1992
- Lycidas griseus (Keyserling, 1882)
- Lycidas heteropogon (Simon, 1909)
- Lycidas karschi Żabka, 1987
- Lycidas kochi Żabka, 1987
- Lycidas michaelseni (Simon, 1909)
- Lycidas nigriceps (Keyserling, 1882)
- Lycidas nigromaculatus (Keyserling, 1883)
- Lycidas obscurior (Simon, 1909)
- Lycidas piliger (Keyserling, 1882)
- Lycidas pilosus (Keyserling, 1882)
- Lycidas scutulatus (L. Koch, 1881)
- Lycidas speculifer (Simon, 1909)
- Lycidas vittatus (Keyserling, 1881)